# آکادمی هنرهای نمایشی پراگ
آکادمی هنرهای نمایشی پراگ (چکی: Akademie múzických umění v Praze) یک دانشگاه در مرکز شهر پراگ در جمهوری چک است که به‌طور تخصصی به موسیقی، رقص، تئاتر، سینما، تلویزیون و رسانه اختصاص دارد. این مرکز آموزشی بزرگترین دانشگاه این کشور است و بیش از ۳۵۰ استاد و پژوهشگر و ۱۵۰۰ دانشجو دارد. 
این دانشگاه، سه دانشکده دارد: دانشکده سینما و تلویزیون (FAMU)، دانشکدهٔ موسیقی و رقص (HAMU) و دانشکدهٔ تئاتر (DAMU) که هر یک در سطوح کارشناسی، کارشناسی ارشد و پی‌اچ‌دی مدرک ارائه نموده و همچنین به پژوهش‌های هنری می‌پردازند. 
آکادمی هنرهای نمایشی پراگ در ۲۷ اکتبر ۱۹۴۵ با دستور ریاست‌جمهوری پایه‌گذاری شد.